# Márcio Elísio de Freitas
Márcio Elísio de Freitas (Belo Horizonte, 26 de novembro de 1925 — 4 de janeiro de 1988) foi um advogado e enxadrista brasileiro, conquistou o título de campeão brasileiro em 1947, em Porto Alegre.

## Biografia
Aprendeu a jogar xadrez no fim da década de 30. Tornou-se sócio do Clube de Xadrez São Paulo (CXSP) em 1941. No ranking divulgado pela Confederação Brasileira de Xadrez em 1948, Márcio é o número um. Foi colunista de xadrez no periódico "A Noite", de Santos, em 1951. Publicou nos anos de 1955 e 1956 a revista "Xadrez", junto com Flávio de Carvalho Júnior. No dia 4 de maio de 1959 realiza assembléia para compra da sede do CXSP na Rua Araújo com auxílio de amigos enxadristas e não enxadristas. Em 19 de novembro de 1960 inaugura a sede do CXSP. Como presidente do CXSP lança o boletim Gambito do Rei, do qual são publicados dez números. Em 1978 publicou sua biografia enxadrística intitulada "Partidas de Xadrez" com 96 partidas comentadas. Faleceu em 4 de janeiro de 1988.

## Carreira no CXSP e na CBX
- Presidente da Federação Paulista de Xadrez, em 1955.
- Presidente do CXSP, a partir de fevereiro de 1959.
- Reeleito como presidente do CXSP em 1961.
- Presidente da Confederação Brasileira de Xadrez de 1966 a 1969.

## Título conquistadoss
- Campeão do Interior do Estado de São Paulo, em 1944.
- Campeão Paulista em 1945.
- Vice-Campeão Paulista em 1946.
- Campeão Brasileiro em 1947, no torneio disputado em Porto Alegre.
- Vice-Campeão Brasileiro em 1949, no Rio de Janeiro.
- Participa dos Magistrais de Mar del Plata em 1948 e 1950.
- 4º Colocado no Brasileiro de 1951, em Fortaleza.
- 4º Colocado no Brasileiro de 1952, em São Paulo.
- 9º Colocado no Brasileiro de 1954, em São Paulo.
- 3º Colocado no Brasileiro de 1964, em Brasília.
- 5º Colocado no Brasileiro de 1965, no Rio de Janeiro.
- Participa de sua última competição enxadrística em 1977, em Santos.